# 6Y2型电力机车
6Y2型电力机车由法国阿尔斯通公司于1960年为中国铁路设计制造的一种电力机车，也是中国第一种从国外进口的电力机车，共计25台，全部配属宝鸡电力机务段投入宝成铁路运用。

## 发展历史

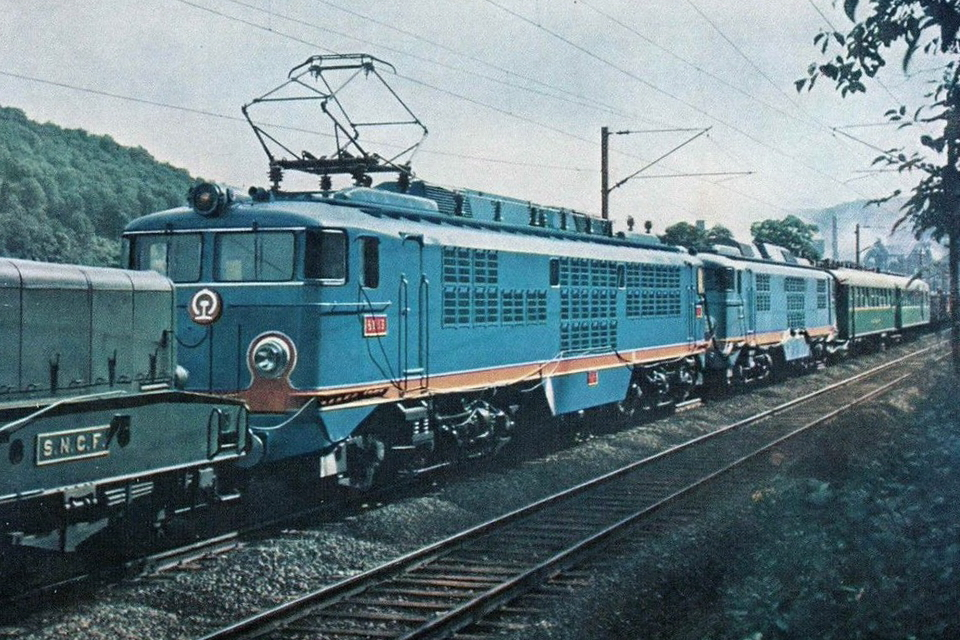
中国铁路6Y2型电力机车

### 背景
1960年5月，中国第一条电气化铁路干线——宝成铁路宝鸡至凤州段建成通电，中国国产的6Y1型电力机车于1961年5月起赴宝成铁路实地试运行，但由于制造工艺较差，造成机车存在引燃管逆弧、调压开关烧损和牵引电机环火三大质量关键问题，且制动性能不良又缺乏电阻制动，列车下坡时危险性较大，6Y1型机车未能批量生产。为了应付电力机车短缺的情况、保证宝成铁路正常运营，中华人民共和国铁道部决定从法国阿尔斯通公司累计进口了25台电力机车作为过渡，这批机车在中国定型为6Y2型，其中“6”代表六轴机车，“Y”代表引燃管整流，“2”代表第二种型号。
6Y2型机车的原型车为法国出口苏联的50台F型电力机车，是苏联为了吸收交流电力机车的设计和制造经验，于1959年向阿尔斯通公司订购的电力机车。6Y2型机车是在F型电力机车基础上根据中国铁路的实际运用条件改进而成，两者的结构基本相同，在车体和转向架等机械部分参考了法国国铁CC 7100型电力机车，而电气传动部分则借鉴了BB 12000、BB 16000型等法国第一代交流电力机车的牵引控制系统。与6Y1型机车相比，6Y2型机车不但采用更先进的高压侧调压开关，且带有再生制动。

### 运用
6Y2型机车由阿尔斯通公司贝尔福工厂制造，首批机车于1960年7月运抵中国，配属宝鸡电力机务段，并于同年11月开始投入运用，成为当时宝成铁路宝凤段电气化铁路的主力机车。1962年12月，宝鸡电力机务段完成了6Y2型01号电力机车架修，这是中国第一次进行电力机车架修工作。运用部门普遍认为，6Y2型机车电气系统质量良好，尤其牵引电动机甚少发生严重故障；但再生制动的缺点也十分明显。在使用再生制动时，电气系统需要将直流电逆变成交流电，大大增加了引燃管和牵引电动机的工作负荷，令引燃管、牵引电动机的平均使用寿命分别缩短20%和200万公里以上；同时，再生制动也减少了牵引变电所的平均功率因数并增加电网负荷，也增加了谐波电流和对通信线路的干扰。
1969年9月，由于部分机车引燃管老化，宝鸡电力机务段工程技术人员为6Y2型机车研制了硅半导体整流器，替代了引燃管整流，从而摆脱了依赖进口引燃管的局面并节约大量外汇资金，并将再生制动改为电阻制动；至1971年，所有6Y2型电力机车均完成了改造。

### 报废
1973年，中国引进6G型、6G1型电力机车以后，6Y2型机车随即退居二线，1976年至1977年间作为铁路局备机车封存，1980年代开始退役报废。至1990年代初，由于机车数量不足，宝鸡电力机务段曾经修复了一部分6Y2型机车恢复运用。
最后一台存世的6Y2型电力机车（6Y2-08）于2007年在宝鸡机务段拆解。

### 衍生车型
随着6Y2型机车的引进，田心机车车辆工厂、株洲电力机车研究所一方面借鉴其先进技术对6Y1型机车开始持续改进，同时也开始尝试仿照6Y2型机车，研制新型电力机车。田心机厂在消化吸收6Y2型电力机车技术的基础上，于1969年试制了一台韶山2型电力机车。韶山2型机车在高压侧调压开关、牵引电动机、转向架结构和弹性齿轮传动等方面均仿制自6Y2型机车，虽然部分部件在当时尚未具备批量生产的条件。但这台机车为后来中国其他国产电力机车的研制和改进累积了大量经验。
由于6Y2型机车表现良好，中国铁道部于1970年再次向法国阿尔斯通公司订购了40台电力机车，定型为6G型。6G型电力机车的机械部分与6Y2型机车基本相同，但电气部分以大功率硅整流器取代了引燃管，牵引控制方式改用两段半控桥整流输出，取代了高压侧调压开关，牵引功率进一步提高到5400千瓦。

## 技术特点

### 总体布置
6Y2型电力机车为干线客货运通用的单相工频交流电力机车，适用于25千伏50赫兹单相交流电气化铁路，机车轴式为Co-Co，持续功率为4,620千瓦，最高运行速度为100公里/小时。6Y2型电力机车采用整体承载结构的全钢焊接箱型车体，车体内部从前至后分别为第一司机室、第一机械室、变压器室、第二机械室、第二司机室。司机室内机车运行方向的左侧设有司机操纵台，右侧设有副司机座席及手制动手柄，司机室两侧设有供乘务员乘降的侧门，司机室内设有供冬季使用的电暖装置，两端司机室之间通过右侧直通走廊连接。车内各室均有独立的可拆式顶盖，以便吊装和维修车内各项装置。车体侧墙上装有通风百叶窗和空气过滤器。车顶安装有两台双臂式受电弓。车体下部中央吊挂着总风缸。

### 电气系统
6Y2型电力机车是交—直流电传动的整流器式电力机车，机车主电路由空气断路器、主变压器、引燃管（水银整流器）、调压开关、牵引电动机、平波电抗器、电路保护装置等部分组成。机车从架空接触网获取高压交流电后，经过主变压器高压侧调压方式控制输出电压，然后通过引燃管整流器转换成脉流电（即方向不变而只有电压变化的直流电），再由平波电抗器滤波后集中供电给直流牵引电动机。
机车装用一台MIFA 6000/25型壳式单相主变压器，与法国为苏联提供的F型电力机车之变压器为同一型号，它由自耦变压器及牵引变压器两部分组成，两者共用同一变压器磁轭，额定容量为6000千伏安。自耦变压器的原边输入额定电压为25千伏，原边设有圆盘式高压调压开关，通过调压开关改变自耦变压器33个抽头的接法，组成共32个调压级以改变牵引变压器的输入电压。牵引变压器次边有三个绕组，包括一个接成中抽式电路的牵引绕组，额定输出电压为为2×1070伏特；一个向辅助电路供电的辅助绕组，输出电压为627伏特，额定容量为260千伏安；一个用于列车电热取暖的供电绕组，输出电压为3185伏特，额定容量为635千伏安。主变压器总重11850公斤，冷却方式为强迫油循环风冷。
机车采用引燃管组成的中抽全波整流电路，每台机车具有12个10英寸直径的SFT-7型水冷式引燃管，法国国铁BB 16000型电力机车和苏联铁路F型电力机车亦使用该型引燃管；整流装置额定输出电压为750伏特，额定容量为5400千瓦。每台转向架安装三台TAO-649B2型牵引电动机，该型电动机为无补偿绕组的六极串励直流电动机，定子和电枢均采用H级绝缘，额定电压为750伏特，额定功率为790千瓦（小时制）／755千瓦（持续制），额定电流为1135安培（小时制）／1080安培（持续制），最大转速为每分钟1980转，冷却方式采用强迫通风冷却。为了扩大机车的恒功率调速范围，还可以对牵引电动机实施三级磁场削弱，削弱率范围为23.5%～48%。
6Y2型电力机车采用三相交流传动的辅助电路系统，辅助机械设备主要采用三相鼠笼式异步电动机驱动，包括牵引电动机通风机、电动空气压缩机、电气装置冷却风机、主变压器冷却油泵等，输入电压为380伏特50赫兹。辅助电路电源由主变压器次边辅助绕组提供的单相工频交流电，经一台异步劈相机转换成三相交流电，额定容量为220千伏安。

### 转向架
机车走行部为两台三轴均衡梁组合式转向架，转向架中心间距为12,686毫米，固定轴距为2×2,335毫米。构架采用由压形钢板焊接成的箱型结构，轴箱采用滚动轴承和双扭动式拉杆定位。一系悬挂装置由均衡梁、螺旋弹簧、钢板弹簧、轴箱拉杆组成，二系悬挂装置由中央支承和弹簧旁承组成，车体和转向架之间采用四个带复原弹簧的中心支承、十二个承受负载的弹性旁承连接，牵引力和制动力通过中心销传递。牵引电动机采用抱轴式半悬挂、单边弹性直齿轮传动，其中传动大齿轮为弹性齿轮，内装有螺旋弹簧组作为弹性元件，齿轮传动比为71：16（4.44）。基础制动装置采用双侧双闸瓦制动，并带有闸瓦间隙自动调整器。

## 重大事故
1973年1月9日凌晨0时42分，从上海开往成都的83次特快旅客列车运行在宝成铁路时，因列车晚点计划在观音山站正线临时停车会让从秦岭开往宝鸡的804次货物列车。但由于83次列车的机车乘务员疲劳驾驶，误以为列车正常运行通过观音山站，臆测行车并未确认信号，连续闯过显示红色的信号机出站，在观音山站与正在进站的804次货物列车发生正面冲突。事故造成22人死亡，44人重伤；韶山1型、6Y2型电力机车共报废3台，中断正线行车32小时48分。

## 参看
- 宝成铁路
- CC 7100型电力机车
- F型电力机车
- 韶山1型电力机车
- 韶山2型电力机车
- 6G型电力机车
- 6G1型电力机车